# فيكتور بوديانيسكي
فيكتور إيغوروفيتش بوديانيسكي (بالروسية: Виктор Игоревич Будянский)‏، من مواليد 12 يناير 1984 في خاركيف في أوكرانيا، لاعب كرة قدم روسي.
بدأ مسيرته الكروية مع نادي يوفنتوس الإيطالي في عام 2002، ولعب معهم حتى عام 2004، وشارك معهم في مباراتين، وفي عام 2005 انتقل إلى نادي ريجينا الإيطالي، ولعب معهم مباراتين، وفي موسم 2005/2006 أعير إلى نادي أفيلينو الإيطالي، وشارك معهم في 28 مباراة وسجل هدف واحد، وفي عام 2006 انتقل إلى نادي أفيلينو الإيطالي.
و قد بدأ باللعب مع منتخب روسيا لكرة القدم في عام 2007.

## مسيرته الكروية
لعب فيكتور بوديانيسكي خلال مسيرته الاحترافية مع 7 أندية في عشرة مواسم وسجل خلالها 5 أهداف ضمن 91 مباراة. ولم يفز بأي موسم بالكأس أو بالدوري.
خاض فيكتور بوديانيسكي مسيرته مع نادي يوفنتوس في موسم 2003–04 لمدة موسم واحد، مشاركًا في مباراتين ولم يسجل أي هدف. ثم انتقل إلى نادي ريجينا في موسم 2004–05 لمدة موسم واحد، حيث شارك في مباراتين ولم يسجل أي هدف أيضًا. لينتقل بعدها إلى نادي أفيلينو في موسم 2005–06 لمدة موسم واحد، مشاركًا في 28 مباراة سجل خلالها هدفًا واحدًا. ثم انتقل إلى نادي أسكولي في موسم 2006–07 لمدة موسم واحد، مشاركًا في 31 مباراة سجل خلالها 3 أهداف. هذا وانتقل لاحقًا إلى نادي ليتشي في موسم 2007–08 ولمدة موسمين، مشاركًا في 18 مباراة سجل خلالها هدفًا واحدًا. ثم انتقل بعدها إلى نادي خيمكي ما بين عامي 2009 و2010 لمدة موسم واحد، مشاركًا في 9 مباريات ولم يسجل أي هدف. ليعود وينتقل من جديد، لكن هذه المرة إلى نادي أودينيزي في موسم 2009–10 ولمدة موسمين، مشاركًا في مباراة ولم يسجل أي هدف أيضًا.

## روابط خارجية
- فيكتور بوديانيسكي على موقع قاعدة بيانات كرة القدم.إي يو (الإنجليزية)
- فيكتور بوديانيسكي على موقع ناشيونال فوتبول تيمز (الإنجليزية)
- فيكتور بوديانيسكي على موقع عالم كرة القدم.نت (الإنجليزية)
- فيكتور بوديانيسكي على موقع كووورة